# Gretchen Sackmeier
Gretchen Sackmeier ist der Titel eines Werks der österreichischen Kinderbuchautorin Christine Nöstlinger und erschien 1981.

## Handlung
Hauptfigur ist die zu Beginn der Handlung vierzehnjährige Margarethe Maria Sackmeier, genannt Gretchen, ein pummeliges Mädchen aus Wien. Da ihre gesamte Familie – die Mutter Elisabeth, der Vater Egon, die Geschwister Hänschen und Mädi sowie die Oma in Zwettl – dick ist, werden sie im Haus von den Nachbarn spöttisch „die Säcke“ genannt. Gretchen ist eine gute Schülerin, nur hasst sie als dickes Mädchen den Sportunterricht und drückt sich nach Möglichkeit davor. In ihrer Freizeit liest Gretchen heimlich Groschenromane über Fürstenschicksale.
Das friedliche Familienleben bekommt einen Knacks, als Gretchens Mutter, bis dahin Hausfrau, beschließt, abzunehmen und ihr Leben zu ändern. (Nicht, weil sie ihrem Mann nicht gefallen würde, sondern durch den Einfluss ihrer emanzipierten alten Schulkameradin Marie-Luise.) Sie beginnt eine Diät, nimmt eine Stelle als Haushaltshilfe an und plant, Sozialarbeiterin zu werden (anfangs, ohne ihrer Familie etwas davon mitzuteilen). Gretchen ist mit den Plänen der Mutter einverstanden, ihr Vater und Bruder Hänschen jedoch nicht. 
Gretchen verliebt sich in einen Mitschüler, den Mädchenschwarm Florian. Zur gleichen Zeit lernt sie den heruntergekommenen, aber freundlichen Hinzel kennen, für den sie sich ebenfalls interessiert.
Schließlich zieht Gretchens Mutter von zu Hause aus. Eines Abends, als sie sich mit Gretchens Vater aussprechen will – inzwischen lebt Gretchens Oma bei der Familie, um den Haushalt zu führen –, platzt der verlotterte Hinzel ins Haus, um Gretchen abzuholen. Sein Auftreten löst einen heftigen Streit der Eltern aus, an dessen Ende der Vater der Mutter eine Ohrfeige gibt. Gretchen zieht mit ihrer Mutter zu deren Freundin Marie-Luise.
Hänschen behauptet gegenüber einem Mitschüler, seine Mutter sei nach Afrika gegangen. Als dieser ihm nicht glaubt, kommt es zu einer wilden Prügelei, bei der sich Gretchen einmischt. Am nächsten Tag müssen sie und Hänschen sich vor dem Schuldirektor verantworten. Die Eltern erscheinen einträchtig in der Schule und nehmen ihre Kinder erfolgreich in Schutz. Das Ende des Romans ist offen – die Eltern gehen wieder freundschaftlich miteinander um, versöhnen sich jedoch nicht endgültig.

## Fortsetzungen
Fortsetzungsbände sind Gretchen hat Hänschen-Kummer und Gretchen, mein Mädchen.